# وارن غرين
وارن ايفرت غرين (بالإنجليزية Warren Everett Green) وهو سياسي أمريكي ينتمي إلى الحزب الجمهوري كان حاكما على ولاية داكوتا الجنوبية ولد وارن غرين في 10 أذار - مارس من سنة 1869 في مقاطعة جاكسون بولاية ويسكنسن انتقلت أسرة غرين إلى إقليم داكوتا (آنذاك لم تكن داكوتا الجنوبية والشمالية قد أصبحتا ولايتين بعد) في سنة 1881. تزوج وارن غرين ليزابيث جين البرلمان في عام 1899. أنجبا أربعة أطفال. شغل وارن غرين منصب الحاكم ولاية داكوتا الجنوبية في سنة 1931 وقد استمر غرين في منصبه كحاكم على الولاية إلى سنة 1933. توفي وارن غرين في 27 نيسان - ابريل من سنة 1945 في ولاية داكوتا الجنوبية.